# Cukijomi
Tsukuyomi (znan tudi kot Cukijomi) je v japonski mitologiji bog lune in brat Susanovo in Amaterasu.
Prikazujejo ga kot rdečo polno luno.